# Cartuja de Porta Coeli
La cartuja de Porta Coeli es un monasterio de la orden de los cartujos situado en tierras de la vall de Lullén, en el término municipal de Serra en la comarca del Campo de Turia de la provincia de Valencia en España.

## Historia
Fue fundada por el dominico fray Andrés de Albalat, obispo de Valencia el 5 de septiembre de 1272 siendo colocada la primera piedra en 1274. Es la primera cartuja construida en el Reino de Valencia y la tercera de la Corona de Aragón.
Los principios del monasterio fueron muy modestos, apenas una ermita y un patio cerrado con celdas para alojar a los primeros religiosos provenientes de la Cartuja de Escala Dei en Tarragona. Con el tiempo una de las más importantes, pues por ella pasaron reyes, papas, cardenales, militares.
Cerca de la cartuja, en una cueva que se ubica en el monte de la Cantera o Rodeno de Santa Agnes, estuvo viviendo Inés Pedrós Alpicat, más conocida como "Inés de Moncada", que tras ser expulsada del convento al descubrirse su condición de mujer, se quedó a vivir de anacoreta en las inmediaciones de la cartuja, llevando durante los siguientes 20 años, hasta 1428 una vida de oración y soledad.
Bonifacio Ferrer fue prior de la cartuja y también llegó a superior de la orden. En 1385 se inició la construcción en estilo gótico valenciano de la iglesia mayor y el resto de dependencias con la ayuda económica de Margarita de Lauria. La iglesia se consagró en 1400 bajo la protección de Martín I de Aragón; con posterioridad, se añadieron dos claustros renacentistas. Con la desamortización de Mendizábal de 1835 la cartuja fue exclaustrada y subastada igual que sus dominios, pasando a manos de Vicente Bertrán de Lis, comerciante, político liberal y banquero de la Casa Real. Los problemas con Hacienda de uno de sus descendientes llevaron al Estado a embargarle el antiguo priorato, y la propiedad pasó a manos de Lino Alberto Reig en 1872.

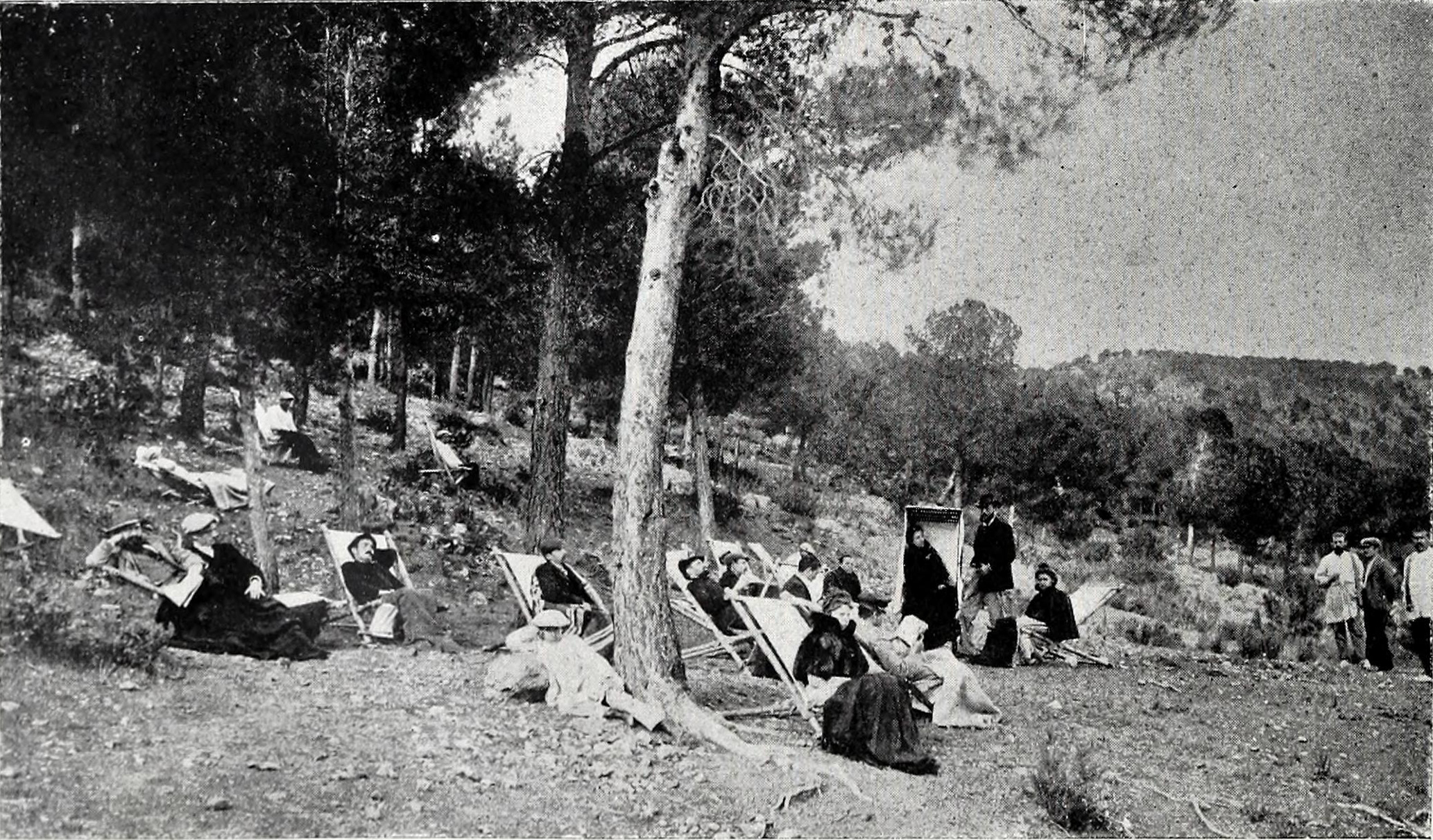
Convalecientes en el sanatorio de Porta Coeli hacia el año 1900, cuando la cartuja era un hospital para tuberculosos.

En 1898 la cartuja se convirtió en un hospital para tuberculosos. Posteriormente, en 1943, la Diputación Provincial la compró y en 1944 regresaron a ella los monjes cartujos desde la Cartuja de Miraflores en la provincia de Burgos. En 2011 los cartujos abandonaron la Cartuja de Aula Dei trasladando la comunidad a Porta Coeli, quedando de este modo como una de las tres cartujas activas en España; Porta Coeli, Miraflores y la Cartuja de Montealegre.

## Arquitectura

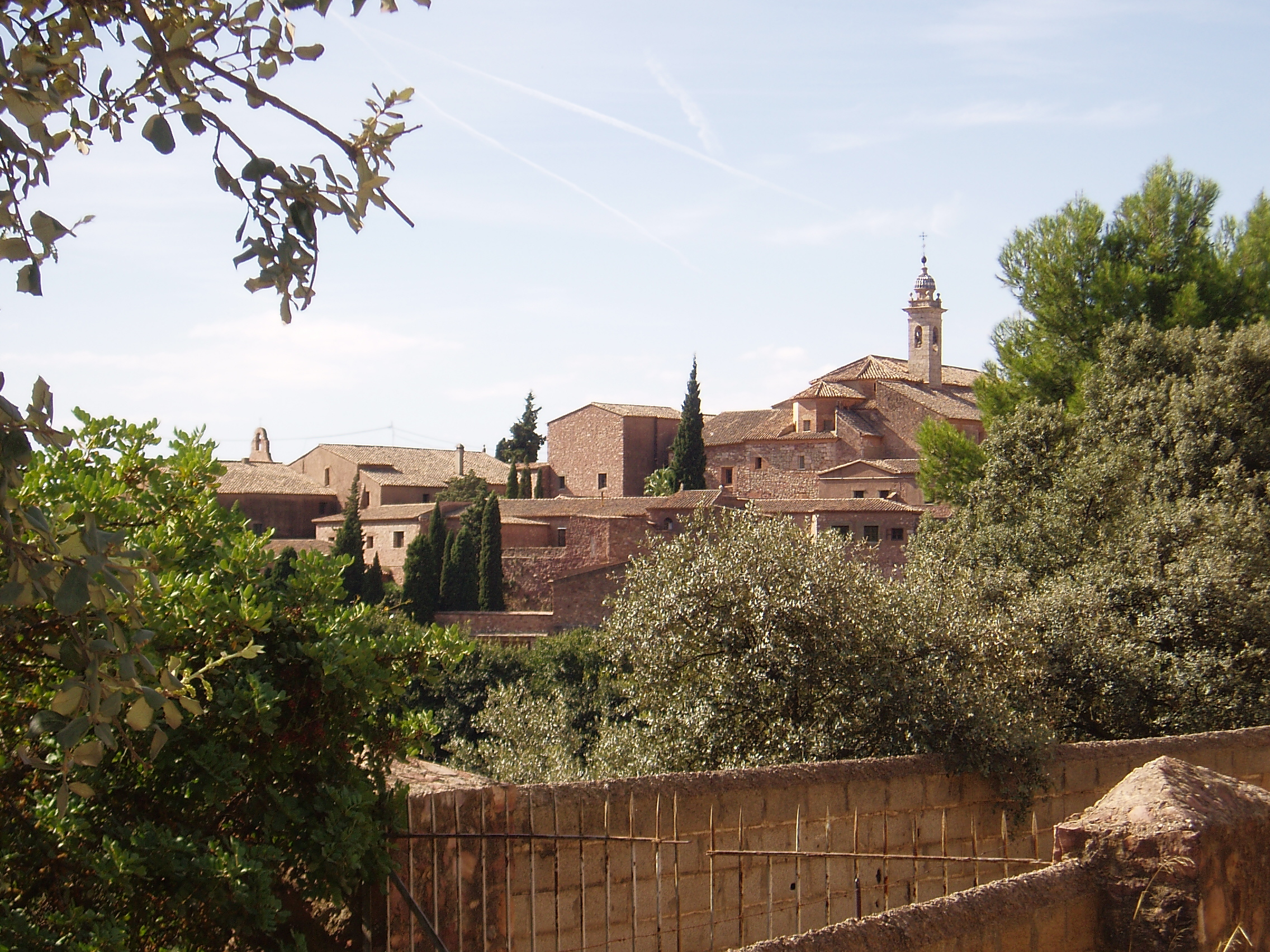
Vista de la Cartuja de Porta Coeli

El conjunto arquitectónico contiene, además de cuatro claustros, un acueducto que trae hasta el edificio el agua de la "Fuente de la Mina", o Fuente de la Hoya, venero que fue canalizado hasta el Monasterio para abastecerlo de agua potable. Los claustros recogen una gran riqueza de estilos en sus columnatas y arcos que van desde el gótico temprano al gótico flamígero valenciano. La iglesia es de estilo neoclásico, aunque su origen fue gótico.

## Los monjes
Aunque su "mecenas fundador" fue el obispo Albalat, dominico, la Cartuja de Porta Coeli siempre fue habitada por miembros de la Orden cartujana: monjes cartujos; por lo que siempre fue Cartuja. Bonifacio Ferrer, después de enviudar, entró con dos de sus hijos varones en la Cartuja de Porta Coeli. Esto lo hizo después de consultar a su hermano Vicente Ferrer, dominico y santo.
En 1571, el prior Miguel de Vera fue denunciado ante la Inquisición por enseñar doctrinas luteranas, entre ellas la consubstanciación, la justificación por la fe y la libertad del cristiano frente a los mandamientos papales. El tribunal de Valencia lo desterró por un período de diez años, pero antes de que se cumpliese la sentencia, los monjes pidieron a los inquisidores que lo permitiesen regresar al monasterio.
Los monjes de la Orden de San Bruno tienen prohibido por su regla todo contacto con el exterior. Tan sólo pueden salir por causa de fuerza mayor, tal y como sucedió durante 1991, que debieron abandonar el convento una noche y pernoctar en Bétera a causa del peligro de un incendio forestal en las proximidades.

## Biblia Valenciana
La cartuja de Porta Coeli, pasa por ser el lugar de origen de una de las obras más importantes de la literatura valenciana, la Biblia Valenciana. Fue traducida por Bonifacio Ferrer, como atestigua el colofón de la obra:

(...) Acaba la Biblia, molt vera e catholica, treta de una Biblia del noble mossen Berenguer Vives de Boïl, cavaller, la qual fon trelladada de aquella propia que fon arromançada, en lo Monestir de Portaceli, de lengua latina en la nostra valenciana, per lo molt reverend micer Bonifaci Ferrer(...)
Biblia Valenciana 

Se trata de la primera biblia traducida del latín a la lengua valenciana. En 1498 la Inquisición, que sólo reconocía la autoridad de la Vulgata, declaró esta obra como peligrosa para la fe, y ordenó entregar y quemar todos los ejemplares. La última copia conocida de esta obra se perdió en un incendio (Estocolmo, 1697). No quedó nada del incunable salvo una hoja que se conserva en la Hispanic Society de Nueva York.

## Documentales sobre cartujos
- Filme "El Gran Silencio", documental sobre la vida en un monasterio cartujo.

- Historía y architectura del monasterio.

## El establecimiento en antiguos terrenos de la cartuja de un centro de prisioneros al terminar la Guerra Civil
En 1939, después de la guerra civil española, en unos antiguos terrenos que habían pertenecido a la cartuja hasta la desamortización promocionada por el gobierno liberal, y concretamente por el ministro Juan de Dios Álvarez Mendizábal, se estableció un campo de concentración para los presos del bando republicano de la guerra recién terminada. Quienes llegaban en tren viajaban hacinados en vagones de ganado (cien por vagón), a oscuras y sin agua ni alimentos; en algún trayecto murieron hasta una docena de individuos. Este campo de prisioneros ha llegado a albergar el número máximo de 4400 presos (aunque algunos historiadores barajan hasta 10 000). El recinto del antiguo centro de prisioneros está hoy ocupado por el Hospital Doctor Moliner. Se estima en 2238 los presos fusilados allí entre 1939 y 1956. Muchos de los fallecidos por tuberculosis en este campo, en realidad lo fueron fusilados (según consta en el registro civil de Serra). Los testimonios orales recogidos por la profesora Ballester Artigues (1991) entre antiguos detenidos en el campo de concentración de Denia, provenientes de la comarca de la Marina Alta (Alicante), muestran que el trato recibido por los "prisioneros de guerra" en Porta Coeli era malo y hasta cruel a veces. Por ejemplo, la comida que los familiares enviaban con mucho esfuerzo, con frecuencia era quemada. Esto se hacía siguiendo un procedimiento que consistía en sacar a los prisioneros al patio, hacerles cantar el "Cara al sol" con el brazo en alto mientras presenciaban la quema de todo lo enviado por sus familiares, acompañado de la burla de los militares carceleros. Varios supervivientes han responsabilizado de estos actos vejatorios al capellán del campo, el padre Francisco Tuzón, que además se apropiaba de los pocos objetos de valor que los internos portaban consigo.

## Enlaces de interés
- Wikimedia Commons alberga una categoría multimedia sobre Cartuja de Porta Coeli.
- Página oficial del monasterio Cartuja de Santa María de Portacoeli
- Listado histórico de todos los monasterios cartujos

- Datos: Q8341486
- Multimedia: Cartuja de Porta Coeli / Q8341486